# Algodoneros de Unión Laguna
Los Algodoneros de Unión Laguna es un equipo de la Liga Mexicana de Béisbol con sede en Torreón, Coahuila, México.

## Historia

### Inicios
El equipo fue creado en el año de 1940 bajo el nombre de "Unión Laguna de Torreón". No tardaron mucho para conseguir su primer gallardete de la liga, ya que en 1942 bajo el mando de Martín Dihigo ganaron el primer título.
En 1943 terminarían en segundo lugar de la liga. Para el año de 1944 el equipo fue trasladado a la ciudad de Nuevo Laredo, Tamaulipas para convertirse en los Tecolotes de Nuevo Laredo.

### Segunda Etapa
En 1946 regresarían como un equipo de expansión, pero tendrían una breve participación de una temporada en la liga donde terminarían en cuarto lugar.

### Tercera Etapa
Para el año de 1949 regresarían una vez más como un equipo de expansión para quedar subcampeones al perder una serie 0-4 contra los Sultanes de Monterrey.
Ocho años después de su último título, en la temporada del año 1950, Unión Laguna consiguió su segundo y último título hasta ahora, en el que resaltó la labor de Guillermo Garibay al vencer en 6 juegos a los Charros de Jalisco.
En 1952 se quedarían cerca al terminar en segundo lugar de la liga.
La temporada de 1953 sería la última temporada de esta etapa, en donde terminarían en último lugar de la liga.

### Cuarta Etapa
En 1970 regresan bajo el nombre de Algodoneros del Unión Laguna a la liga una vez más como un equipo de expansión, siendo parte de la recién creada Zona Norte, pero en esta ocasión tuvieron como sede la ciudad de Gómez Palacio, Durango hasta la temporada de 1974.
Sería hasta 1974 cuando lograran su primera postemporada en donde vencerían a los Alijadores de Tampico en 5 juegos. La final de zona la ganarían en 7 juegos a los Saraperos de Saltillo pero serían barridos en la final por los Diablos Rojos del México.
En la siguiente temporada teniendo como nueva sede la ciudad de Torreón, los Alijadores de Tampico cobrarían venganza al ganarles en 6 juegos en la primera ronda.
En 1976 se enfrentaban en la primera ronda a los Bravos de Reynosa para vencerlos en 5 juegos. En la final de zona se enfrentarían a los Indios de Ciudad Juárez a quienes ganarían la serie 4-2. La final la enfrentarían una vez más contra los Diablos Rojos del México con quienes volvieron a perder, en esta ocasión en 6 juegos.
En 1977 los Tecolotes de Nuevo Laredo los dejarían fuera en la primera ronda ganándoles la serie 4-2.
Para la temporada de 1978 eliminarían a los Sultanes de Monterrey en 5 juegos para avanzar a la final de zona, allí vencieron a los Saraperos de Saltillo en 5 juegos para llegar por tercera ocasión a una final en menos de 5 años, en esta ocasión serían los Rieleros de Aguascalientes quienes les ganaron en 5 encuentros.
En 1981 sería la última temporada de esta etapa, el siguiente año se mudarían a Monclova, Coahuila para convertirse en los Astros de Monclova.

### Quinta Etapa
El béisbol regresaría a la región de la laguna en Liga Mexicana de Béisbol  cuando la franquicia de los Indios de Ciudad Juárez se mudarían a la ciudad de Torreón, desde entonces la franquicia se ha mantenido de manera ininterrumpida en la liga.
La primera postemporada de esta era sería en 1989 donde serían eliminados por los Saraperos de Saltillo en primera ronda, perdiendo la serie 1-4.
En la siguiente temporada, en 1990 llegaría a lo que sería su última final hasta ahora, en la primera ronda dejaría atrás a los Sultanes de Monterrey en 6 juegos. Vencería a los Tecolotes de los Dos Laredos en la final de zona 4-2 la serie. En la final se enfrentaría a los Bravos de León con los que caería en 5 encuentros.
En 1992 se iría a 7 encuentros en la primera ronda contra los Industriales de Monterrey a los que vencería, la final de zona la perdieron contra los Tecolotes de los Dos Laredos.
Regresaría a postemporada en 1994 siendo barridos por los Sultanes de Monterrey en la primera ronda.

### Era Vaqueros Laguna
A comienzos del siglo actual, el equipo cambió de directiva, y con ello vino un cambio en el nombre y en la imagen de la novena lagunera. El nombre por el que se decidió cambiar fue el de Vaqueros Laguna; también, el tradicional color guinda de los uniformes fue cambiado por el naranja.
La primera vez que clasificaron a play offs bajo este nombre sería en 2004 en donde serían barridos por los Saraperos de Saltillo en la primera ronda.
Sería hasta 2009 cuando clasifican a postemporada, en la primera ronda dan la sorpresa al eliminar a los líderes de la zona Diablos Rojos del México en 7 juegos. Pero en la final de zona serían barridos una vez más contra los Saraperos de Saltillo.
En 2014 bajo el sistema del juego del Comodín, los Vaqueros eliminarían a los Saraperos de Saltillo 5 carreras a 0 obteniendo así el boleto a play offs. En la primera ronda serían eliminados por los Diablos Rojos del México en 6 partidos.
En 2015 perderían el partido del Comodín contra los Toros de Tijuana 10 carreras a 3.
Para la temporada 2016 clasificaron de manera directa al terminar en cuarto lugar de la Zona Norte con 5 juegos de ventaja sobre los Diablos Rojos del México evitando el juego del Comodín, sin embargo fueron barridos por los Sultanes de Monterrey.

### Era Vaqueros Unión Laguna
Para la temporada 2017 cambiaron de nombre a Vaqueros Unión Laguna, así como de colores distintivos, regresando al guinda que usaron desde su fundación en 1940. Esto, debido al cambio de directiva.

#### Regreso a los orígenes
Para la temporada 2018 con la idea de regresar al cien por ciento a los orígenes e historia del béisbol de la Comarca Lagunera, la Directiva del Club decidió migrar el nombre de "Vaqueros Unión Laguna" por "Algodoneros del Unión Laguna" a partir de esta campaña.

### Nuevos Propietarios
Después de meses difíciles para el equipo donde incluso se había solicitado y aprobado un permiso para no jugar la temporada 2019 por los problemas financieros que atravesaba el club. El 31 de enero del mismo año anuncian cambio de propietarios y confirman su participación en la campaña, así como la permanencia del equipo en Torreón. El 5 de febrero se revela que Francisco Javier Orozco Marín es el nuevo propietario del equipo. Los Algodoneros terminaron en octavo lugar de la Zona Norte con un récord de 37-79.
En la siguiente temporada (2021) lograron clasificar en el sexto puesto de la Zona Norte con un récord perdedor de 31 ganados por 33 perdidos. Llegaron al Primer Playoff frente a los debutantes Mariachis de Guadalajara quienes fueron líderes de la zona, los guindas llegaron a hacer pelea llevando la serie a 7 juegos, pero no lograron avanzar. 
Clasifican por nueva ocasión en la temporada siguiente (2022) pero fueron derrotados en 5 juegos frente a Tecolotes de Dos Laredos.

Entre sus mejores jugadores en su historia se encuentran Miguel "Pilo" Gaspar, Guillermo Garibay, Pedro "Charolito" Orta , Moisés Camacho, Leo Rodríguez, Martín Dihigo, Jesús "Chanquilón" Díaz, Antonio Pollorena y, por supuesto, Héctor Espino.

## Estadio
Los Algodoneros juegan en el Estadio Revolución con capacidad para 7,689 aficionados, localizado en la ciudad de Torreón, Coahuila, México. El estadio fue inaugurado en 1932 por el entonces gobernador de Coahuila, Nazario S. Ortiz Garza, celebrando el 25 aniversario de que se le otorgara a Torreón el rango de ciudad. El estadio fue creado para béisbol y contaba con pista de atletismo. 
En la actualidad sólo se utiliza para béisbol y eventos musicales. En el caso del béisbol, es el estadio con el más amplio terreno de foul en la LMB, como consecuencia de la pista de atletismo que se encontraba antes.

## Rivalidades
- Tecos de Nuevo Laredo
- Sultanes De Monterrey
- Saraperos De Saltillo
- Acereros De Monclova

## Jugadores

### Roster actual
Actualizado al 20 de abril de 2022.
| Algodoneros del Unión Laguna Roster 2025 |    |                                    |                                    |
| C U E R P O T É C N I C O                |    |                                    |                                    |
| Mánager                                  | 28 | Bandera de Puerto Rico             | Jose Molina                        |
| Coach de Pitcheo                         | 52 | Bandera de Cuba                    | Jesus Manso Gonzalez               |
| Coach de Tercera                         | 4  | Bandera de Venezuela               | Rainer Gustavo 'Ray'Olmedo Baez    |
| Coach de Primera                         | 81 | Bandera de México                  | Hector Javier Alvarez Ortiz        |
| Coach de catcheo                         | 45 | Bandera de México                  | Alfredo 'Tyson' Meza Peinado       |
| Coach de Pitcheo Bullpen                 | 52 | Bandera de México                  | Arturo Ruiz Alvarez                |
| Coach de Banca                           | 58 | Bandera de Puerto Rico             | Carmelo Martinez Salgado           |
| Coach                                    | 92 | Bandera de México                  | Ricardo Vasquez Castillo           |
| Coach                                    | 74 | Bandera de México                  | Abdiel Antonio Grado Martinez      |
| Coach auxiliar de pitcheo                | 77 | Bandera de México                  | Eder Hiram Llamas Rodriguez        |
| Coach de Bateo                           | 50 | Bandera de la República Dominicana | Jorge Mejia                        |
| J U G A D O R E S                        |    |                                    |                                    |
| L A N Z A D O R E S                      |    |                                    |                                    |
| Batea: Z / Tira: Z                       | 54 | Bandera de Estados Unidos          | Jeffrey James Ibarra               |
| Batea: Z / Tira: D Z                     | 76 | Bandera de Venezuela               | Jose Marcos Torres                 |
| Batea: D / Tira: D                       | 83 | Bandera de la República Dominicana | Jesus Reyes                        |
| Batea: D / Tira: D                       | 37 | Bandera de México                  | Aldo Omar Montes Gonzalez          |
| Batea: D / Tira: D                       | 29 | Bandera de México                  | Marco Antonio Fregozo Romero       |
| Batea: D / Tira: D                       | 56 | Bandera de México                  | Miguel Vazquez                     |
| Batea: D / Tira: D                       | 46 | Bandera de México                  | Omar Araujo                        |
| Batea: D / Tira: D                       | 35 | Bandera de Cuba                    | Yoan Lopez                         |
| Batea: D / Tira: D                       | 30 | Bandera de México                  | Joel Rangel Chavez                 |
| Batea: D / Tira: D                       | 40 | Bandera de México                  | Miguel Angel Leon Morales          |
| Batea: D / Tira: D                       | 95 | Bandera de Estados Unidos          | Thomas McIlraith                   |
| Batea: D / Tira: D                       | 23 | Bandera de Estados Unidos          | Tyler Wilson                       |
| Batea: S / Tira: D                       | 47 | Bandera de Estados Unidos          | Taylor Williams                    |
| Batea: D / Tira: D                       | 74 | Bandera de Estados Unidos          | Travis Lankins                     |
| Batea: D / Tira: D                       | 58 | Bandera de Panamá                  | Jaime Barria                       |
| Batea: D / Tira: D                       | 89 | Bandera de México                  | Nestor Anguamea                    |
| R E C E P T O R E S                      |    |                                    |                                    |
| Batea: Z / Tira: D                       | 27 | Bandera de Venezuela               | José Godoy                         |
| Batea: D / Tira: D                       | 61 | Bandera de México                  | Dean Nevarez                       |
| Batea: D / Tira: Z                       | 12 | Bandera de Curazao                 | Hendrick Clementina                |
| J U G A D O R E S D E C U A D R O        |    |                                    |                                    |
| Tercera base - Batea: S / Tira: D        | 2  | Bandera de la República Dominicana | Jonathan Villar                    |
| Segunda base - Batea: Z / Tira: D        | 1  | Bandera de Puerto Rico             | Isan Diaz                          |
| Segunda base - Batea: D / Tira: D        | 26 | Bandera de Cuba                    | Albert Lara                        |
| Primera base - Batea: D / Tira: D        | 8  | Bandera de Curazao                 | Jonathan Schoop                    |
| Segunda base - Batea: D / Tira: D        | 7  | Bandera de México                  | Jose Ramón Mora Morales            |
| Parador en corto - Batea: Z / Tira: D    | 18 | Bandera de los Países Bajos        | Didi Gregorius                     |
| JARDINEROS                               |    |                                    |                                    |
| Jardinero central - Batea: D / Tira: D   | 24 | Bandera de Estados Unidos          | Joshua Stowers                     |
| Jardinero central - Batea: D/ Tira : D   | 31 | Bandera de México                  | Valentin Ernesto Hernandez Fabela  |
| Jardinero izquierdo - Batea: Z / Tira: Z | 3  | Bandera de Estados Unidos          | Julian Escobedo                    |
| Jardinero izquierdo - Batea: D / Tira: D | 99 | Bandera de Estados Unidos          | Adrian Tovalin                     |
| Jardinero derecho - Batea: D / Tira: D   | 10 | Bandera de Estados Unidos          | Nick Torres                        |
| Jardinero central - Batea: Z / Tira: Z   | 36 | Bandera de Estados Unidos          | Alfonso Rivas                      |
| Jardinero central - Batea: Z / Tira: Z   | 66 | Bandera de México                  | Edgar Robles                       |
| B A T B O Y S & T R A I N E R S          |    |                                    |                                    |
| Batboy                                   | 44 | Bandera de México                  | Gerardo Castañeda Emiliano         |
| Batboy                                   | 17 | Bandera de México                  | Enrique Baudelio Amarillas Aguilar |
| Batboy                                   | 19 | Bandera de México                  | Juan Carlos Toledo Amarillas       |
| Trainer                                  | 8  | Bandera de México                  | Humberto Garcia Castañeda          |
| Trainer                                  | 7  | Bandera de México                  | Jherson Javier Esqueda Castro      |
| Fisioterapeuta                           |    | Bandera de México                  | Kevin Alfonso Lopez Medina         |
| Fisioterapeuta                           |    | Bandera de México                  | Juan Carlos Glaxiola Quintana      |
| Estadista                                | 44 | Bandera de México                  | Emmanuel Flores Arellano           |
| Medico                                   | 7  | Bandera de México                  | Gerardo Martinez Gomez             |

 =  Cuenta con nacionalidad mexicana. 

### Jugadores destacados
- Martín Dihigo.(1)
- Antonio Pollorena.[10]
- Jesús Díaz.
- James "Cool Papa" Bell.
- Izzy Alcántara.

### Números retirados
- 6 Pedro "Charolito" Orta.
- 11 Guillermo Garibay.
- 21 Héctor Espino.
- 22 Antonio Pollorena.
- 34 Fernando Valenzuela.[11]
- 49 José "Zacatillo" Guerrero.[12]

### Novatos del año
- 1941  Guillermo Garibay.
- 1942  Jesús Díaz.
- 1949  Leonardo Rodríguez.
- 1994  Fernando Rodríguez.
- 2005  Julio Reyes.

### Campeones Individuales

#### Campeones Bateadores
| Año  | Nombre               | Porcentaje |
| ---- | -------------------- | ---------- |
| 1980 | Roberto Rodríguez(2) | .404       |
| 2000 | Warren Newson        | .386       |
| 2009 | Dionys César         | .380       |

#### Campeones Productores
| Año  | Nombre           | Producidas |
| ---- | ---------------- | ---------- |
| 1949 | Jesús Díaz       | 83         |
| 1970 | Ildefonso Ruiz   | 99         |
| 1990 | David Stockstill | 109        |

#### Campeones Jonroneros
| Año  | Nombre          | Jonrones |
| ---- | --------------- | -------- |
| 1949 | Jesús Díaz      | 13       |
| 1950 | Jesús Díaz      | 10       |
| 1988 | Leo Hernández   | 36       |
| 1996 | Sam Horn        | 30       |
| 1999 | Mike Meggers(3) | 28       |
| 2004 | Izzy Alcántara  | 27       |

#### Campeones de Bases Robadas
| Año  | Nombre          | Bases |
| ---- | --------------- | ----- |
| 1950 | Pedro Orta      | 34    |
| 1951 | Pedro Orta      | 18    |
| 1953 | Pedro Orta      | 27    |
| 1985 | Antonio Briones | 50    |
| 2009 | Dionys César    | 40    |
| 2010 | Alexis Gómez    | 37    |

#### Campeones de Juegos Ganados
| Año  | Nombre              | Récord |
| ---- | ------------------- | ------ |
| 1950 | Tomás Arroyo        | 18-7   |
| 1974 | Antonio Pollorena   | 25-7   |
| 1976 | Antonio Pollorena   | 20-9   |
| 1977 | Guadalupe Salinas   | 22-9   |
| 1987 | Hilario Rentería    | 16-7   |
| 1991 | Juan Manuel Palafox | 17-4   |
| 1996 | Fernando Figueroa   | 15-4   |
| 2000 | Emigdio López       | 13-8   |
| 2001 | Daniel Ríos         | 18-5   |
| 2014 | Salvador Valdez     | 13-7   |

#### Campeones de Efectividad
| Año  | Nombre                   | Porcentaje |
| ---- | ------------------------ | ---------- |
| 1942 | Martín Dihigo(1)         | 2.53       |
| 2008 | Juan Salvador Delgadillo | 2.29       |

#### Campeones de Ponches
| Año  | Nombre            | Ponches |
| ---- | ----------------- | ------- |
| 1942 | Martín Dihigo(1)  | 211     |
| 1943 | Martín Dihigo     | 134     |
| 1949 | Wilfredo Salas    | 158     |
| 1950 | Barney Brown      | 157     |
| 1974 | Antonio Pollorena | 183     |
| 1985 | Ramón Serna       | 200     |

#### Campeones de Juegos Salvados
| Año  | Nombre        | Juegos |
| ---- | ------------- | ------ |
| 1994 | Miguel Alicea | 39     |
| 2015 | Tony Peña Jr. | 25     |

1 Ganador de la triple corona de pitcheo en la temporada 1942.
2 Era el líder en el momento en que se suspende la temporada en 1980.
3 Comenzó la temporada con Veracruz.

## Ejecutivos del año
La organización ha obtenido el nombramiento de Ejecutivo del Año en la LMB en dos ocasiones.
- 1974  Guillermo Garibay.
- 1990  Jorge Dueñes.